# Pandolfo Collenuccio

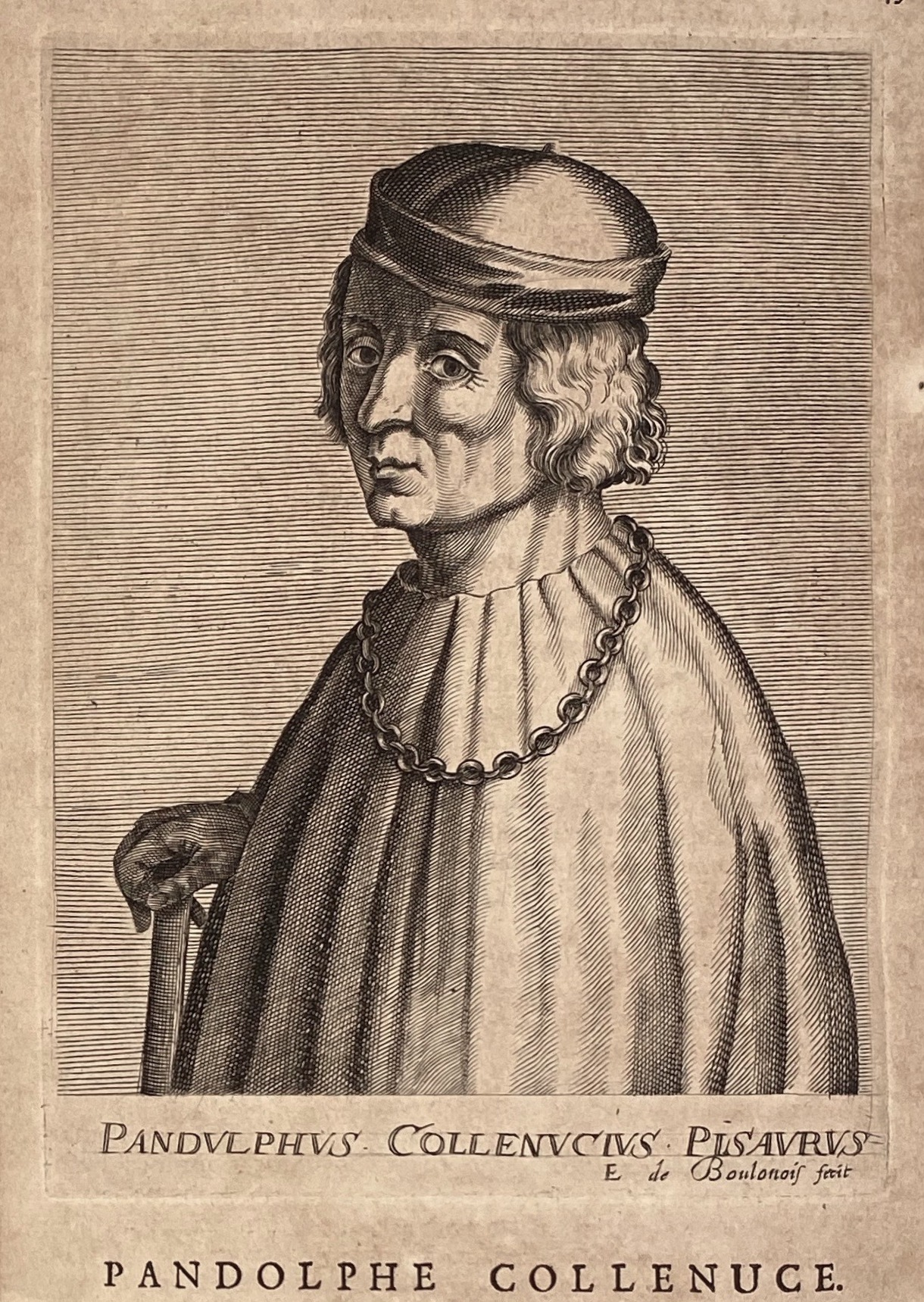
Pandolfo Collenuccio

Pandolfo Collenuccio (* 7. Jänner 1444 in Pesaro; † 11. Juni 1504 ebenda) war ein italienischer Humanist, Historiker und Jurist.

## Leben und Wirken
Pandolfo Collenuccio studierte Jurisprudenz in Padua und erwarb dort 1465 den juristischen Doktortitel. 1472 wurde er Richter in Bologna. Ab 1483 bekleidete er das Amt des Generalprokurators. Giovanni Sforza (1466–1510), der Stadtherr von Pesaro ließ ihn 1488 verhaften. Auf Fürsprache von Gönnern wurde die Haft 1489 in Exil umgewandelt. Danach trat er zunächst als Gesandter in Bentivoglio und Bologna in den Dienst
von Lorenzo de’ Medici und amtete anschließend als Podestà in Florenz. Hier knüpfte er enge Beziehungen zu den Florentiner Humanisten, insbesondere zu Angelo Poliziano und Giovanni Pico della Mirandola. 1497 wurde er herzoglicher Rat von Ercole I. d’Este in Ferrara. Als Diplomat vertrat er Ferrara bei Maximilian I. und Papst Alexander VI. 1504 wurde er durch Giovanni Sforza unter dem Vorwurf des Hochverrats zum Tode verurteilt. Dieses Urteil wurde am 11. Juni 1504 in Pesaro vollstreckt.

## Werke (Auswahl)
- Florentia seu Panegyrica silva ad Florentinae urbis novem viros. Florenz 1490 (Digitalisat)
- Pliniana defensio adversus Nicolai Leoniceni accusationem. Ferrara 1493 (Digitalisat) Als Antwort auf die Schrift von Niccolò Leoniceno: De Plinii et aliorum in medicina erroribus. Ferrara 1492 (Digitalisat)
  - Otto Brunfels. Herbarum vivae eicones. Johann Schott, Straßburg 1532, Bd. II, S. 89–116: Pandolphi Collinutii, adversus Nic. Leonicenum Pliniomastigen defensio. (Digitalisat) Nachdem er vorher im selben Band, S. 44–89 unter dem Titel De falsa quarundam Herbarum inscriptione a Plinio die Schrift von Niccolò Leoniceno abgedruckt hatte.(Digitalisat)
- Oratio ad Maximilianum Caesarem Romanorum regem. (Rom) 1494 (Digitalisat)
- Compendio dell’historia del regno di Napoli. (Entstanden ca. 1498 in Ferrara.) Erstdruck 1539 … Venedig 1541 (Digitalisat) …